# Min trampolin
Min Trampolin är en låt skriven av bob hund och den är utgiven på singeln "Istället För Musik: Förvirring" 1996 och på singelskivan 10 år bakåt och 100 år framåt från 2002. Det speciella med låten är att Graham Coxon, gitarristen från Blur, har gjort en cover av låten.